# Guardian Tales
 (mai 2021).
Si vous disposez d'ouvrages ou d'articles de référence ou si vous connaissez des sites web de qualité traitant du thème abordé ici, merci de compléter l'article en donnant les références utiles à sa vérifiabilité et en les liant à la section « Notes et références ».
Guardian Tales est un jeu vidéo d'action et de rôle de 2020 développé par Kong Studio et publié par Kakao Games. Le jeu est sorti le 24 février 2020 en Corée du Sud pour iOS et Android, puis le 28 juillet 2020 pour le reste du monde.
Le jeu raconte l'histoire du Chevalier Gardien, un membre nouvellement recruté des Gardiens, la garde royale du royaume de Kanterbury. Après avoir terminé son premier entraînement en tant que Gardien, le Chevalier Gardien est confronté à une horde d'ennemis nommés "Les Envahisseurs" qui veulent dominer le monde. Guardian Tales a été accueilli positivement par les critiques et les joueurs, loués pour sa créativité et ses évocations des JRPG classiques. 

## Gameplay
Les joueurs contrôlent le Chevalier Gardien (ou un autre "héros" dans le niveau suivant si désiré) dans une vue de haut en bas. Le jeu comporte des commandes au joystick en bas à droite et à gauche de l'écran. Les joueurs doivent combattre certains ennemis s'ils veulent passer au niveau suivant du jeu, en utilisant toutes les tactiques et en courant pour attirer l'ennemi dans la zone souhaitée, mais le joueur sera "bloqué" dans une zone si le combat n'est pas terminé. Les joueurs pourront également débloquer de nouveaux Héros tout au long du jeu, ainsi qu'acquérir de nouvelles armes en ouvrant une boîte ou en trouvant un endroit caché. Le joueur campe initialement dans une forêt pour se reposer et se soigner après avoir terminé une étape, mais après avoir terminé le chapitre 1, le joueur atterrit à Heavenhold, un aérodrome exploité par l'aubergiste Loraine dans sa résidence. Les joueurs peuvent également invoquer un héros en utilisant les gemmes pour chaque tentative. Les joueurs peuvent également rejoindre une guilde avec d'autres joueurs, ce qui ouvrira un mode Raid qui cible 4 boss, chacun avec un drop d'objets utiles, d'exp ou d'or.
Après avoir débloqué Heavenhold, les joueurs ont également accès à d'autres modes de jeu tels que Colosseum et Arena. Ces deux défis amèneront les joueurs à se battre avec d'autres joueurs. Dans le mode Colosseum, les joueurs risquent 4 Héros pour combattre 4 Héros adverses, le match se déroule automatiquement mais les joueurs peuvent réarranger leur position avant le combat. En mode Arène, les joueurs ne contrôleront qu'un seul Héros sur trois et affronteront des adversaires Héros en ligne, si le Héros perd, le joueur sera remplacé par le deuxième et le troisième Héros jusqu'à ce que le dernier Héros perde. Dans le mode Kama-Zone, les joueurs effectuent les mêmes actions que dans le Colisée, mais ils monteront de niveau en niveau jusqu'au niveau du boss. Le mode coopératif a été ajouté pendant le Nouvel An lunaire en 2021, avec des niveaux de ruée vers les donjons à 4 joueurs.

## Intrigue
Le Chevalier Gardien (le joueur peut nommer son personnage et choisir son sexe) est un chevalier de Kanterbury qui vient de rejoindre les Gardiens du Royaume de Kanterbury. Les Gardiens qui venaient de terminer leur entraînement avec d'autres membres sont informés qu'ils ont été attaqués. Menés par le capitaine Eva, le chevalier et les autres se précipitent vers la porte principale du château pour se défendre contre l'attaque des créatures des Envahisseurs. Mais alors qu'ils repoussent l'attaque des envahisseurs, une boule de feu géante s'abat sur eux. Le Chevalier Gardien est projeté mais il est sauvé par un étranger mythique. Avec la porte d'entrée du palais brisée, une horde d'êtres maléfiques Invaders arrive et attaque la capitale du Royaume. Le Chevalier Gardien parvient à combattre la ligne d'attaque des Invaders, sauvant ses amis Bob et Linda et retrouvant le Capitaine Eva. Les deux se précipitent alors vers le Palais principal mais sont arrêtés par le Minotaure géant. Le chevalier et Eva parviennent à le vaincre et retournent au Palais pour retrouver la Petite Princesse et Cammilla. Cammilla a fini d'évacuer les gens vers un endroit sûr en utilisant son pouvoir. Tous les quatre commencent alors à partir mais sont attaqués par le Magicien Noir qui a mené l'offensive des Envahisseurs sur Kanterbury. Ils survivent parce que la Petite Princesse utilise son pouvoir pour "ralentir" le Magicien Noir, ce qui donne à Cammilla l'espace et le temps d'utiliser sa magie de vol. Lors de l'attaque, le Chevalier Gardien, le Capitaine Eva, Bob, Linda, la Petite Princesse et Cammie ont survécu. Mais Cammilla et Captain Eva ont été retrouvés disparus alors qu'ils étaient attaqués par le Magicien Noir qui les poursuivait alors qu'ils fuyaient dans les airs. Le Chevalier Gardien et la Petite Princesse sont tombés à la périphérie de Kanterbury, près de la forêt. Après s'être évanoui, le Chevalier Gardien retrouve la Petite Princesse poursuivie par un groupe de Gobelins qui veulent l'enlever. L'aventure commence dans leur quête pour s'échapper tout en trouvant un moyen de libérer Kanterbury des griffes de l'Envahisseur. 

## Accueil
Zach Guida de Hardcore Droid déclare : « Le jeu fonctionne très bien en combinant des personnages de JRPG, de l'humour et des éléments de l'histoire avec le jeu de donjon ». Catherine Ng Dellosa de Pocket Gamer pense : « Dans l'ensemble, Guardian Tales nécessite toute votre attention, et ce n'est pas quelque chose que vous pouvez jouer chaque fois que vous avez besoin de faire une pause. », donnant à ce jeu 4,5 étoiles sur 5 dans l'ensemble. Refluxxy de GamerBraves déclare que « Les jeux que l'on trouve dans Guardian Tales rappellent les vieux jeux RPG tels que la série classique Legend of Zelda Game Boy dans le sens où vous combattez des ennemis ainsi que vous résolvez des énigmes pour progresser dans les niveaux ».
Le jeu est également considéré comme le facteur déterminant de l'augmentation du chiffre d'affaires de Kakao, car la pandémie de COVID-19 rend les services en ligne de plus en plus répandus. Guardian Tales compte plus de 3 millions de joueurs dans le monde en novembre 2020. 